# Kościół Świętego Krzyża w Głogówku
Kościół Świętego Krzyża w Głogówku – zabytkowa świątynia znajdująca się w powiecie prudnickim. Obecnie pełni funkcję kościoła cmentarnego i należy do parafii świętego Bartłomieja.

## Historia
Kościół został wybudowany w 1705 w konstrukcji szkieletowo-słupowej (szachulec), wypełnionej murem, na ceglanym podmurowaniu. Fundatorką była Anna Pietruszka, mieszczanka z Głogówka. Dach kościoła jest konstrukcji siodłowej, kryty gontem – na środku znajduje się wieżyczka na sygnaturkę z latarnią, zwieńczona baniastym hełmem. Zewnętrzne ściany otoczone są zadaszeniem, również kryte gontem. W podcieniach znajdują się stacji drogi krzyżowej, malowane na drewnie.

## Architektura
Wnętrze kościoła nakryto płaskim stropem. Prezbiterium jest stosunkowo krótkie i węższe od nawy, zakończone trójbocznie - do niego przylega niewielka zakrystia. Wnętrze kościoła pochodzi z XVII i XVIII wieku - najcenniejszy jest zespół polichromowanych, drewnianych rzeźb – figury ukrzyżowanego Chrystusa, Matki Boskiej Bolesnej i św. Jana oraz Pietà, wzorowana na dziełach Michała Anioła. Wszystkie pochodzą z XVII wieku.